# William Joseph Foley
William Joseph Foley (* 20. Juni 1931 in Nedlands, Western Australia; † 10. Februar 1991 in Perth) war römisch-katholischer Erzbischof von Perth.

## Leben
Foley empfing am 12. September 1954 die Priesterweihe in Perth durch Weihbischof Lancelot John Goody.
Am 13. Juli 1981 wurde er von Papst Johannes Paul II. zum Bischof von Geraldton ernannt; die Bischofsweihe spendete ihm sein Vorgänger, Francis Xavier Thomas, am 9. September 1981. Mitkonsekratoren waren der Erzbischof von Perth, Lancelot John Goody, und der Bischof von Broome, John Jobst SAC.
Am 26. Oktober 1983 folgte die Ernennung zum Erzbischof von Perth. Die Amtseinführung fand am 14. Dezember desselben Jahres statt.
Er war erster Großprior der neugegründeten Ordensprovinz Western Australia des Ritterorden vom Heiligen Grab zu Jerusalem.